# Vittangi landsfiskalsdistrikt
Vittangi landsfiskalsdistrikt var 1918–1947 och 1952–1964 ett landsfiskalsdistrikt i Norrbottens län, bildat när Sveriges indelning i landsfiskalsdistrikt trädde i kraft den 1 januari 1918, enligt beslut den 7 september 1917. Distriktet upplöstes 1 januari 1948 då dess område införlivades i Kiruna landsfiskalsdistrikt, men när Sveriges nya indelning i landsfiskalsdistrikt trädde i kraft den 1 januari 1952 (enligt kungörelsen 1 juni 1951) utbröts åter Vittangi församling till ett eget landsfiskalsdistrikt. Den 1 januari 1965 avskaffades i Sverige samtliga landsfiskaler och landsfiskalsdistrikt, och deras arbetsuppgifter delades upp på de nyskapade indelningarna polisdistrikt, åklagardistrikt och kronofogdedistrikt.
Landsfiskalsdistriktet låg under länsstyrelsen i Norrbottens län.

## Ingående områden

### Från 1918
- Vittangi kapellförsamling i Jukkasjärvi landskommun

### 1941-1947
- Vittangi församling i Jukkasjärvi landskommun

### 1948-1951
Distriktets område ingick i Kiruna landsfiskalsdistrikt.

### Från 1952
- Vittangi församling i Kiruna stad